# Sangiaccato di Skopje
Il sangiaccato di Skopje, noto nella storiografia come sangiaccato di Uskup o di Üsküb, era uno dei sangiaccati dell'Impero ottomano, con Üsküp (l'odierna Skopje) come centro amministrativo.

## Origini
Skopje (Üsküb) era stata in precedenza la capitale dell'impero serbo tra il 1346 e il 1371.
Üsküb divenne parte dell'Impero ottomano dopo essere stata conquistata dal regno di Branković il 6 gennaio 1392. Il primo governatore ottomano di Skopje fu Pasha Yiğit Bey, che conquistò Skopje per l'Impero ottomano. Il successivo sanjak-bey fu Isak-Beg che venne inviato a guidare le azioni militari in Serbia nella primavera del 1439 e che fu sostituito nella posizione da suo figlio Isa-Beg Isaković.
Il sangiaccato fu inizialmente creato nel cosiddetto krajište (chiamato Skopsko Krajište; letteralmente "terra di confine di Skopje"), che venne trasformato in un sangiaccato completo a metà del XVI secolo.

## Storia
Il sangiaccato di Üsküp era stato spesso dato ai beilerbei come un arpalik (grande possedimento). Fino al XIX secolo, il sangiaccato fece parte dell'Eyalet di Rumelia.
Le rivolte nel sangiaccato contro il governo ottomano si verificarono nel 1572, 1584, 1585 e 1595. Durante la grande guerra turca, il generale asburgico Silvio Piccolomini incendiò Skopje nel 1689.
Nel 1868 il sangiaccato di Skopje, insieme al sangiaccato di Prizren, al sangiaccato di Dibra e al sangiaccato di Niš, entrò a far parte del nuovo Vilayet di Prizren. Con la fondazione del Vilayet del Kosovo nel 1877, il Vilayet di Pdizren (senza diverse nahiya, che furono annesse dalla Serbia) e il suo sangiaccato di Skopje, divennero parte del nuovo vilayet, con Skopje come sede centrale.
Secondo il censimento generale ottomano del 1881/82-1893, la kaza (sotto-distretto) di Usküp aveva una popolazione totale di 70.170 abitanti, composta da 40.256 musulmani, 22.497 bulgari, 6.655 greci, 724 ebrei e 38 latini.
Durante la prima guerra balcanica nel 1912 e inizio del 1913, il sangiaccato di Skopje fu liberato dal Regno di Serbia. In base al Trattato di Londra firmato durante la Conferenza di Londra nel 1913, il suo territorio divenne parte della Serbia.

## Elenco dei governatori
I primi governatori della cosiddetta Skopje krajište erano:
- Pasha Yiğit Bey: (1392-1144)
- Ishak Bey: (1414–1439)
- Nesuh Bey: (1439-1454)
- Isa-Beg Ishaković : (1454-1463)

Sanjak-bey:
- Mustafa Pasha Kara Mehmed-zade: (luglio 1755–? )
- Osman Pasha: (settembre 1844 – agosto 1845)
- Mehmed Selim Pasha Eneste Haseki: (agosto 1845 – marzo 1848)
- Hafiz Mehmed Pasha il Circasso: (marzo 1848 – maggio 1850)
- Ismail Pasha Paisli: (maggio 1850 – aprile 1851)
- Mustafa Tosun Pasha: (aprile 1851 – ottobre 1853)
- Ali Riza Mehmed Pasha: (novembre 1853 – febbraio 1854)
- Akif Pasha: (1857–? )
- Mahzar Osman Pasha Arnavut: (settembre 1858 – agosto 1859)
- Rustem Pasha Ebubekir: agosto 1859 – marzo 1860
- Alyanak Mustafa Pasha: (marzo 1860-luglio 1863)
- Mahmud Faiz Pasha: (luglio 1863 – gennaio 1864)
- İsmail Hakkı Paşa Şehsüvarzade Leskovikli: (novembre 1865 – luglio 1869)
- Hafuz Pasha: (att. 1876-1900)